# リングシュトラーセ

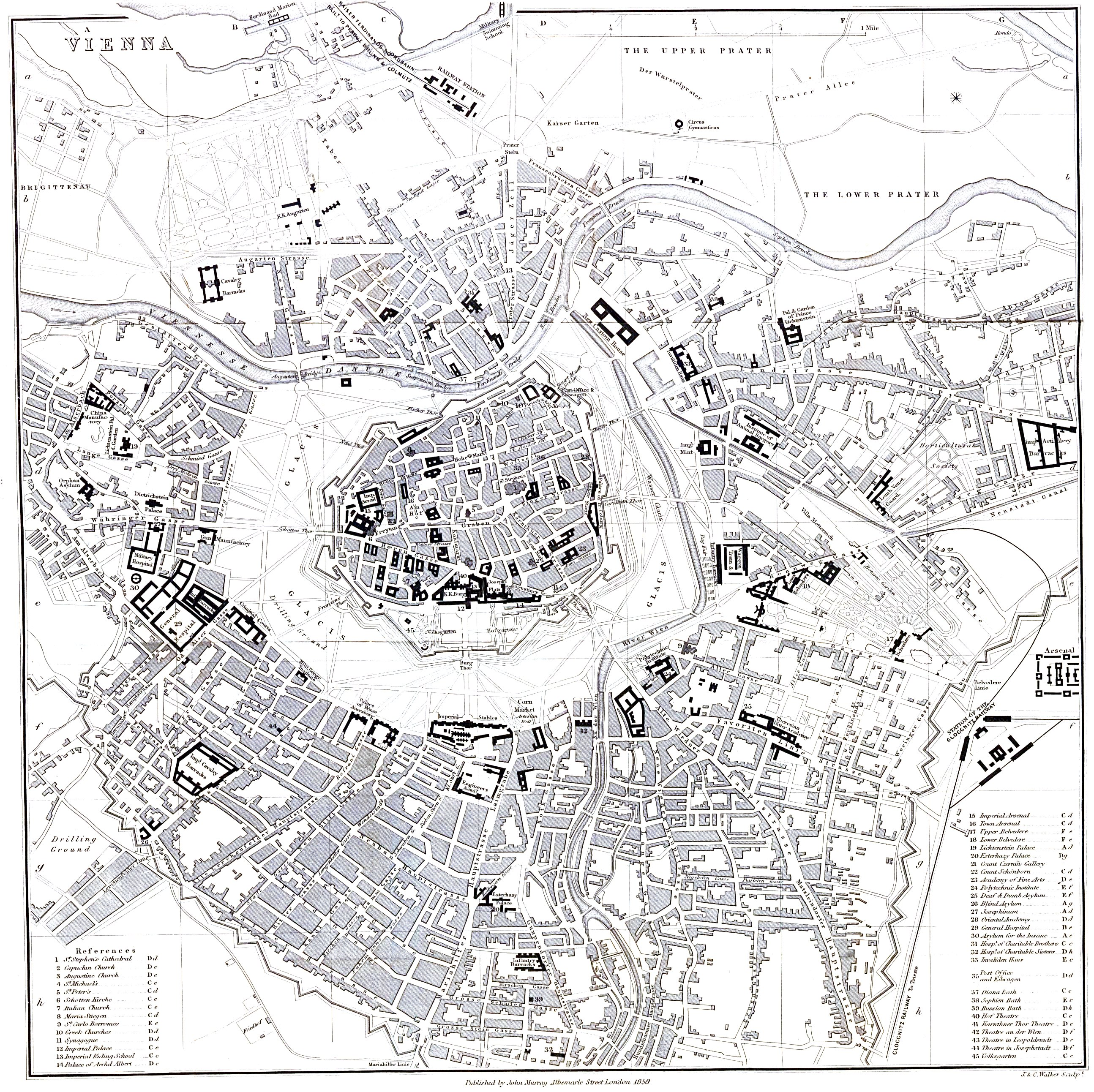
リングシュトラーセ建設時のウィーン（1858年）

リングシュトラーセ（ドイツ語: Ringstraße）またはリング通りは、オーストリアの首都ウィーンの中心部にある環状道路。1857年に放棄された市壁と堀の趾に造られた。

## 沿革

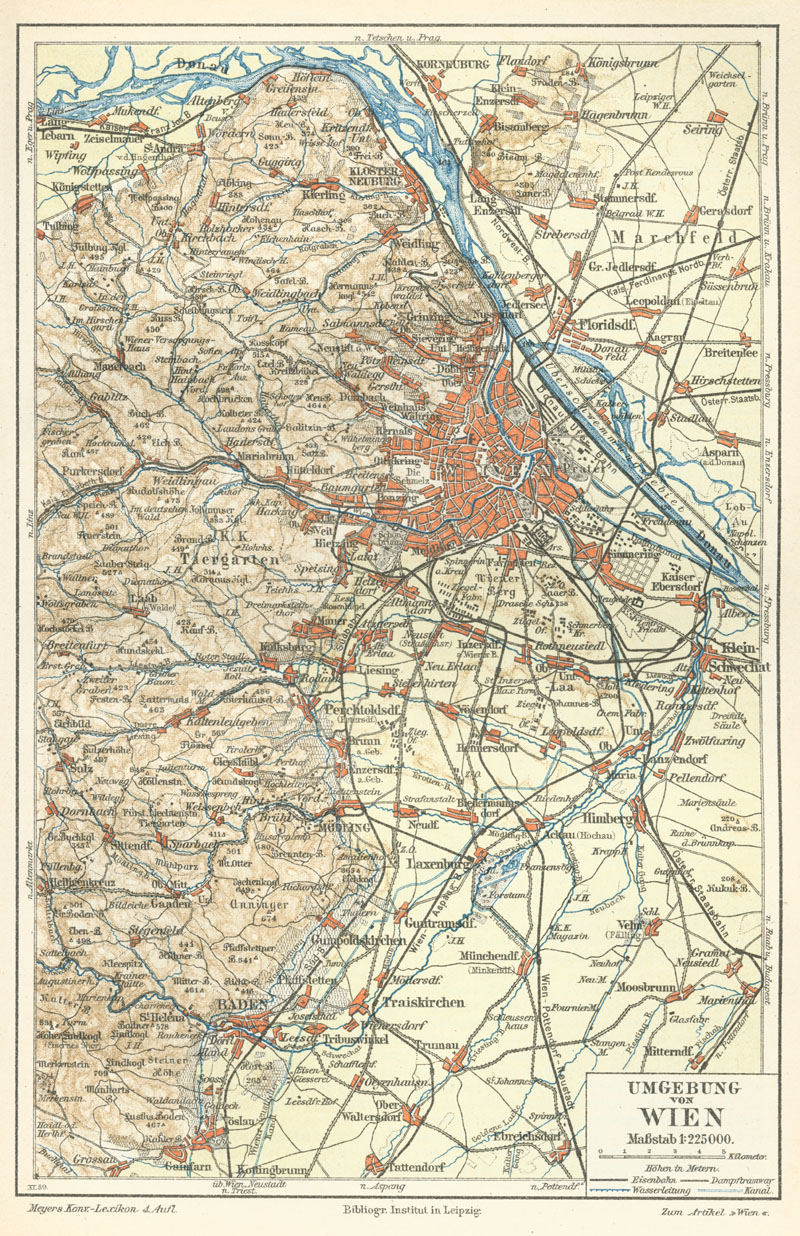
城壁の取り払われたウィーン（1888年）

19世紀、中世から近世にかけての自治都市が市壁によって「都市の自由」を守る時代は、既に終わりを告げていた。市壁の上はウィーン市民の散歩道となっており、市壁外の空き地（グラシ）も緑化が進んで市民の憩いの場となりつつあった。既に市壁の必要性は失われており、パリでは1850年代よりジョルジュ・オスマンのもとで大規模な都市改造が行われて近代都市へと脱皮し、フランスとその指導者ナポレオン3世の威光をヨーロッパ中に示していた。こうした中、ウィーンもかつての市壁を撤去し、近代都市へと生まれ変わることで、オーストリア帝国の威光を示すとともに工業化に伴う人口集中に対応する必要があったのである。また、鉄道網を整備する上でも市壁のせいで線路を市の中心部まで敷設できないでいた。
また、ハプスブルク君主国支配層にとっても、19世紀の時点では城壁は支配の維持の上で無力なものとなっていた。逆に1848年革命では城壁が革命派にバリケードとして利用され、鎮圧に手間取るなど、むしろ弊害ともなった。
1858年より、かつてオスマン帝国による包囲戦に耐えた市壁の取り壊しが始まった。同年、オーストリア国家の主導で都市計画の公募が開始され、年末には全応募案がウィーン市民に公開された。この際、ウィーン市の介入はできる限り排除され、主導権は常に国家が握っていた。市壁の取り壊しは、かつて皇帝にすら叛旗を掲げたウィーンの自治が崩されていく象徴でもあった。その点でリングシュトラーセの建設とそれに伴う都市改造計画は、国家に対して自律的であった市民が徐々に国民として組み込まれていく過程でもあった。当時のウィーン市長ヨハン・カスパール・ザイラーも、こうした国家主導の都市改造に不満を表明している。また、リングシュトラーセは、暴徒鎮圧・市中心部防備のため、軍隊が出動・展開する軍用道路という目的も有していたとされる。
1859年のイタリア統一戦争の敗北および1866年の普墺戦争の敗北は、オーストリアの軍事的な国威発揚の限界を示すとともに民族主義に基づく国家統一の嵐が吹き荒れる中で、複合民族国家オーストリア帝国の存在意義を厳しく揺さぶるものであった。したがって、排他的な民族主義と対峙するコスモポリタン的な近代都市としてウィーンを完成させることは、自らの帝国理念、そして帝国の存在意義を内外に知らしめるためにも必要不可欠であった。19世紀後半になると、戦争の英雄に代わって、ウィーンで活躍した芸術家の銅像が盛んに建てられるようになる。このことも、当時のウィーンがおかれていた状況を象徴しているといえる。ドイツから締め出されたかたちとなったオーストリアは、1867年のアウスグライヒ（妥協）によってやむなくマジャール人の自治を認めてオーストリア・ハンガリー二重帝国が成立した。

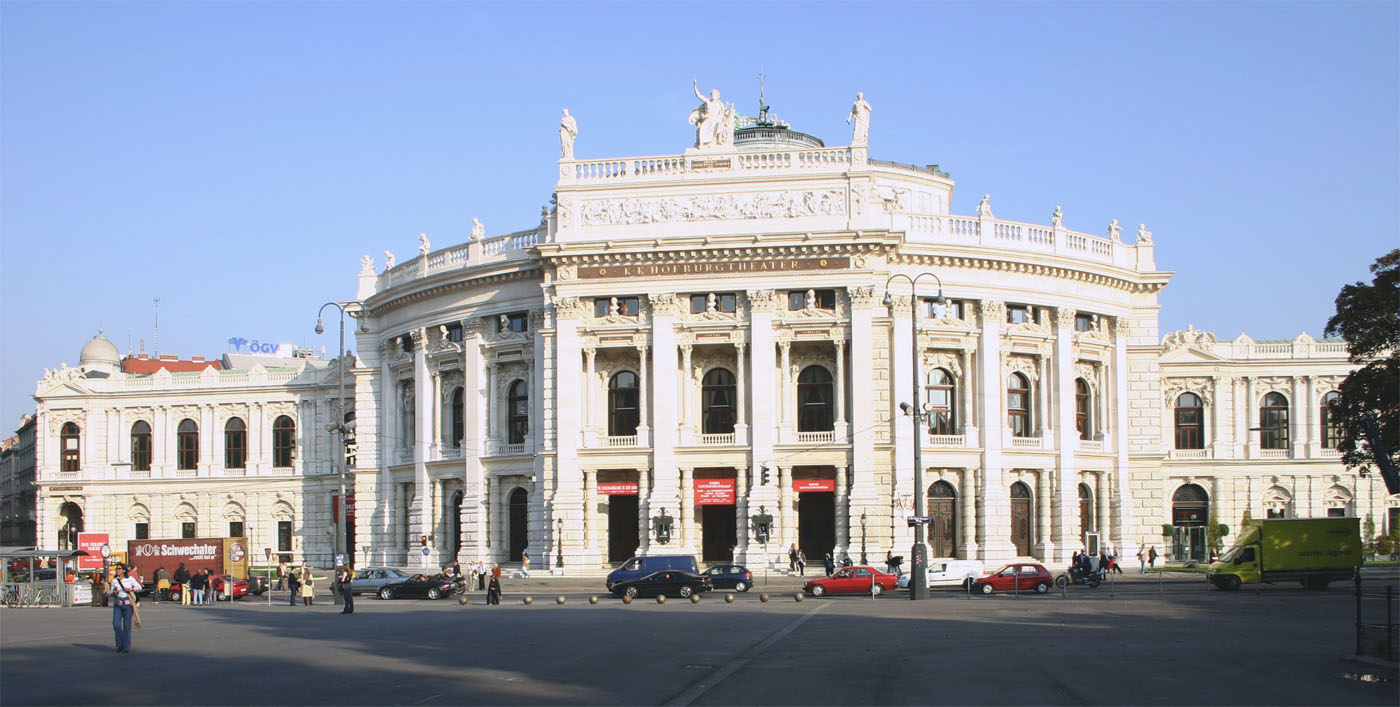
リンク移転後のブルク劇場

ここにおいてオーストリアは、排他的なナショナリズムを掲げることができず、むしろ多民族共生・多文化共存の方針を打ち出さざるを得なくなった。首都ウィーンには、将軍たちや支配層の英雄に代わって文人や芸術家たちの銅像が建てられ、リングシュトラーセの沿線にはウィーン宮廷歌劇場（現在の国立歌劇場）をはじめとして、ウィーン市庁舎、国会議事堂、証券取引所、ウィーン大学、美術館、自然史博物館などの博物館、ブルク劇場、ウィーン楽友協会などの公共建造物、そして裕福なブルジョワたちの数多くの豪華な建物が相次いで建設され、1873年には装いを新たにしたウィーンにおいて万国博覧会が開催された。なお、岩倉使節団もこの博覧会を見学しており、久米邦武は『米欧回覧実記』（1878年）にその記録を残している。
ヘレニズム様式（国会議事堂）、ゴシック様式（市庁舎）、ネオ・バロック様式（陸軍省）、ユーゲント様式（郵便貯金局）、更にそれ自体折衷主義に基づくウィーン宮廷歌劇場など、歴史上の様々な建築様式が時空を超えて一堂に会する、歴史主義建築を象徴する都市計画に基づいているが、当時はその中途半端な文化的妥協や各様式の混在ぶりが酷評されることも多かった。しかし多様性と折衷性に満ちた一連の建築群は、20世紀末、ポスト・モダニズム思潮の登場以降、再評価の機運も高まっている。